# 李衡眉
李衡眉（1942年5月6日—2001年3月27日），原名张元勋，山东烟台市福山区人，先秦史专家，烟台师范学院历史系教授。曾任《烟台师范学院学报》（哲学社会科学版）主编、烟台师范学院历史系主任，中国先秦史学会理事、山东省历史学会副会长、烟台市历史学会会长。

## 生平
1942年5月6日生于山东省烟台市福山区杏花庄。1962年毕业于福山一中高中，次年考入烟台师范专科学校英语专科，1967年毕业后，先后任教于栖霞一中、四中。1978年考取吉林大学历史系中国古代史专业研究生，师从金景芳，1981年获硕士学位，被分配到烟台师范专科学校政治历史系任教。1986年再度考入吉林大学师从金景芳，1991年获博士学位。1997年鉴定为胃癌，2001年3月27日逝世于北京，享年59岁。2004年3月27日安葬于烟台西陵园福八区4排12号。

## 著作
著有《论昭穆制度》、《昭穆制度研究》、《昭穆制度研究论集》、《昭觉寺志》、《中国古代婚姻史论集》、《先秦史论集》、《先秦史论集 续》、《中国史前文化》，主编《中国近现代军事智谋故事》、《中国古代军事智谋故事》、《三国计谋鉴赏》、《移民史论集》、《中国圣贤》、《大学礼仪概论》、《大学道德概论》，策划《中国公民道德礼仪读本》，策划并统稿《中华民族精神论》。

## 扩展阅读
- 《李衡眉先生纪念文集》，2002